# Туркменски тушканчик
Туркменските тушканчици (Jaculus blanfordi) са вид дребни бозайници от семейство Тушканчикови (Dipodidae).

## Разпространение и местообитание
Разпространени са в Централна и Югозападна Азия от Узбекистан на север до Персийския залив и Арабско море на юг.
Обитават главно полупустинни местности, като предпочитат глинести почви, в които копаят тунели с дълбочина 1,5 – 2 метра.

## Хранене
Хранят се със зелените части на растения и със семена.